# Bridge Alliance
Bridge Alliance （原Bridge Mobile Alliance）是一個國際商業聯盟，亞太地區最大行動通訊聯盟，由36個各大電信營運商公司在亞洲、澳洲、非洲和中東地區建立聯盟在國際間無縫連接的漫遊服務和提供方便且合理優惠的語音數據漫遊服務，使所有聯盟成員的用戶，都能漫遊對方的網絡；並促進會員間產品和商業策略的合作平台。
目前，Bridge Alliance成員在全球34個市場中擁有超過8億用戶。
Bridge Alliance的合作夥伴包括AT&T、中國聯通、全球M2M協會。同時與在歐洲FreeMove聯盟有合作關係。

## 歷史
2004年
- 七家領先的亞太移動運營商組成了該地區最大的合資移動公司。[2]

2005年
- Bridge和SingTel發起了他們的首個區域移動通訊合作。[3]
- CSL加入了Bridge Alliance。[4]

2006年
- Bridge Alliance歡迎CTM作為其最新的運營商成員。[5]

2007年
- Bridge Alliance推出了上限計劃，在11個地區提供統一的數據漫遊費率。[6]
- FreeMove與Bridge Alliance建立了合作夥伴關係。[7]
- 增加了兩個新成員：SK電訊和AIS。[8][9]

2010年
- Bridge Alliance在所有聯盟成員國中推出了統一費率的每日無限制數據漫遊計劃。[10]

2011年
- AIS和Globe為整個亞太地區提供Bridge VoiceSMS漫遊，一費率語音和SMS漫遊價格計劃。[11]
- Bridge AsiaRoamData SIM服務已擴展到11個國家/地區。[12]

2012年
- Bridge Alliance擴展到越南，並歡迎MobiFone成為其第12個成員。[13]
- Bridge Alliance和Softbank Mobile建立了業務合作夥伴關係，以擴展其企業產品。[14]

2013年
- 非洲Airtel加入Bridge Alliance。
- 孟加拉Airtel加入Bridge Alliance。
- Telkomcel加入Bridge Alliance成為其第13個成員。

2014年
- STC加入Bridge Alliance。
- Softbank Mobile加入Bridge Alliance。

2016年
- Bridge Alliance和全球M2M協會合作推動M2M和物聯網市場的全球增長。[15]

2017年
- Bridge Alliance和FreeMove擴展了合作夥伴關係，以在106個市場中提供集成的企業移動性。[16]

## Bridge Alliance 會員
註：本列表僅列出部分電信業者，實際情況須以官方公布之資料（页面存档备份，存于）為準。
- AIS通信（泰國）
- Avea（土耳其）
- Bharti Airtel（孟加拉、斯里蘭卡、非洲等）
- Globe Telecom（菲律賓）
- MobiFone（越南）
- Optus（澳大利亞）
- SoftBank（日本）
- SK電訊（南韓）
- STC（沙特阿拉伯）
- VIVA（科威特、巴林）
- Telkomsel（印度）
- Telkomcel（東帝汶）
- 台灣大哥大（臺灣）
- 香港移動通訊（香港）
- 明訊（馬來西亞）
- 新加坡電信（新加坡）
- 澳門電訊（澳門）
- 中國聯通、中國電信（中國大陸）

## 外部連結
- Bridge Alliance（页面存档备份，存于）
- Bridge Alliance的Facebook專頁（英文）
- Bridge Alliance的X（前Twitter）（英文）
- YouTube上的Bridge Alliance頻道